# Milli Wittenwiler
Milli Wittenwiler (* 13. September 1943 in Ebnat-Kappel) ist eine Schweizer Politikerin (FDP) und Landwirtin. Von 1991 bis 2003 war sie Mitglied des Nationalrats. 

## Leben
Milli Wittenwiler wuchs in Ebnat-Kappel im Kanton St. Gallen auf. Nebst ihrer Tätigkeit als Landwirtin war sie von 1984 bis 1991 Mitglied des Grossen Rates des Kantons St. Gallen. Zudem amtete sie von 1986 bis 1998 als Präsidentin des Kantonalen Bäuerinnenverbands.
Im Jahr 1991 wurde Milli Wittenwiler in den Nationalrat gewählt. In dieser Funktion engagierte sie sich in den Kommissionen für Sicherheit, Wissenschaft, Bildung und Kultur sowie der Geschäftsprüfungskommission. 2003 gab sie ihren Rücktritt aus dem Nationalrat bekannt.
Wittenwiler lebt mit ihrer Familie in Wattwil.